# ジェシカ (オールマン・ブラザーズ・バンドの曲)
「ジェシカ」（Jessica）は、オールマン・ブラザーズ・バンドが1973年に発表したインストゥルメンタル。クラシック・ロックのラジオ番組における定番曲として知られる。

## 概要
1972年11月11日、ベリー・オークリーがオートバイ事故によりこの世を去った。「やりかけた仕事があり、それを放りだすわけにはいかない」という気持ちにいたグループはすぐにベーシストのオーディションを始め、後任にはジェイモーの子供時代からの友人、ラマー・ウィリアムズが決まった。本作品はそれから間もなくしてディッキー・ベッツによって書かれた。「ジェシカ」とは1972年5月14日に生まれた娘、ジェシカ・ベッツのこと。彼は次のように述べている。
レコーディングは1972年12月、メイコン、カプリコーン・サウンド・スタジオで行われた。イ長調（A）の曲であるが、ベッツのギター・ソロが始まる3分45秒目からニ長調（D）に転調する。
1973年8月1日発売のアルバム『ブラザーズ&シスターズ』に本作品は収録された。同年12月、4分に縮められたバージョンがシングルカットされた。B面は「カム・アンド・ゴー・ブルース」。翌1974年2月16日付のビルボード・Hot 100で65位を記録した。ビルボードのイージーリスニング・チャートでは29位を記録した。

## 演奏者
- ディッキー・ベッツ - リード・ギター
- レス・デューデック - アコースティック・ギター
- グレッグ・オールマン - オルガン
- チャック・リーヴェル - ピアノ、エレクトリックピアノ
- ラマー・ウィリアムズ - ベース
- ブッチ・トラックス - ドラムズ、ティンパニ、パーカッション
- ジェイモー - ドラムズ、コンガ

## 備考
- アルバム『An Evening with the Allman Brothers Band: 2nd Set』（1995年）に収録されたライブ・バージョンが第38回グラミー賞（1996年2月開催）の最優秀ロック・インストゥルメンタル・パフォーマンス賞を受賞した。
- BBCのテレビ番組『トップ・ギア』で2002年からオープニング・テーマとして使用された。2012年にはスラッシュによるカバー・バージョンがエンディングに放送された。
- 『フィールド・オブ・ドリームス』（1989年）、『名犬ラッシー』（1994年）、『悪魔の恋人』（1996年）、『噂のモーガン夫妻』（2009年）などの映画に使用された。